# François Truffaut
François Truffaut (Paris, 6 de fevereiro de 1932 — Neuilly-sur-Seine, 21 de outubro de 1984) foi um cineasta francês.
Um dos fundadores do movimento cinematográfico conhecido como Nouvelle Vague e um dos maiores ícones da história do cinema do século XX, em quase 25 anos de carreira como diretor Truffaut dirigiu 26 filmes, conseguindo conciliar um grande sucesso de público e de crítica na maior parte deles.
Os temas principais de sua obra foram as mulheres, a paixão e a infância. Além da direção cinematográfica, ele foi também roteirista, produtor e ator.
Junto com Jean-Luc Godard, Truffaut foi uma das mais influentes figuras do novo cinema francês e inspirou cineastas como Steven Spielberg, Quentin Tarantino, Brian De Palma e Martin Scorsese.

## Biografia

### Infância
Nascido na capital francesa em 6 de fevereiro de 1932, François era filho de Roland Lévy e Jeanine de Montferrand. O garoto jamais conheceu o pai biológico e foi criado pelos avós maternos - já que a mãe o rejeitara. O avô era um homem rígido, enquanto a avó despertou no menino a paixão pela literatura e música.
Com sete anos, François viu o primeiro filme no cinema, Paradis perdu, de Abel Gance. Dali em diante, interessou-se assiduamente pela sétima arte. Aos 10 anos, François perdeu a avó e foi morar com a mãe, que estava casada com Roland Truffaut, um arquiteto católico. Este acabou registrando o garoto com o seu sobrenome. Foi o período mais difícil da infância de Truffaut. Rechaçado tanto pelo pai adotivo quanto pela mãe, seu espírito rebelde transformou-o em um mau aluno na escola e o induziu a cometer alguns atos de delinquência, como pequenos furtos. Esta fase de convívio com os pais inspiraria futuramente na construção de seu primeiro longa-metragem cinematográfico, o autobiográfico Os Incompreendidos.
Truffaut costumava faltar às aulas para assistir a muitos filmes secretamente, muitas vezes com o colega de classe Robert Lachenay, seu grande amigo na infância. Aos 14, abandonou a escola definitivamente e passou a viver de pequenos trabalhos e alguns furtos.
A paixão pelo cinema fez o jovem Truffaut fundar, em 1947, um cineclube, chamado Cercle cinémane. Aquela era uma época de enorme efervescência cultural na França do pós-Segunda Guerra Mundial, e os cineclubes, lotados, eram o local para se assistir às projeções e discuti-las depois.
Mas o Cercle não teria vida longa, já que ele concorria com o Travail et culture, cineclube do escritor e crítico de cinema André Bazin. Quando este soube que o Cercle estava à beira da falência, foi conhecer o jovem Truffaut e, sensibilizado com o menino cinéfilo, passou a ser uma espécie de "tutor" para François.
A influência de Bazin na vida de François Truffaut foi decisiva, que se tornou autodidata - esforçava-se para ver três filmes por dia e ler três livros por semana. Ele até chegou a fazer um acordo com o pai adotivo, que lhe custearia despesas derivadas de sua vida cinéfila. Em troca, Roland Truffaut exigiu que François arrumasse um emprego estável e abandonasse o seu cineclube de vez. Mas o garoto descumpriu o acordo, e Roland Truffaut o internou em um reformatório juvenil de Villejuif e passou sua custódia para a polícia. Os psicólogos do reformatório contactaram André Bazin, que prometeu dar um emprego a François no Travail et culture. Sob liberdade condicional, Truffaut foi internado em um lar religioso de Versailles, mas seis meses depois foi expulso por mau comportamento.

### Independência
Secretário pessoal de André Bazin, aos 18 anos, François Truffaut obteve a emancipação legal dos pais. Bazin continuou a lhe dar a formação adequada em cinema, introduzindo-o no Objectif 49, um seleto grupo de jovens estudiosos do novo cinema da época, como Orson Welles e Roberto Rossellini (mais tarde, integrariam o grupo nomes como Jean-Luc Godard, Suzanne Schiffman e Jean-Marie Straub). Truffaut também participava do Ciné club du Quartier Latin, boletim sobre cinema coordenado por Eric Rohmer, em que ele daria seus primeiros passos como crítico da sétima arte. Seu primeiro artigo foi sobre o clássico A regra do jogo, de Jean Renoir.
Em abril de 1950, Truffaut foi contratado como jornalista pela Elle e passou a escrever seus primeiros textos para a revista. Também fazia contribuições regulares para outras publicações.
Contudo, em decisão inexplicável, Truffaut largou a profissão e alistou-se nas Forças Armadas francesas. Arrependido logo, tentou escapar, mas acabou preso por tentativa de deserção. Novamente, André Bazin intercedeu por ele e Truffaut livrou-se do serviço militar depois de dois anos, em fevereiro de 1952. Desempregado, aceitou morar com a família de Bazin e se dedicou a ver filmes e escrever artigos como freelancer.

### Cahiers du cinéma
Em abril de 1951 - época em que François Truffaut estava preso - foi criada a Cahiers du cinéma. Fundada por André Bazin, Jacques Doniol-Valcroze e Joseph-Marie Lo Duca, tornar-se-ia a mais influente publicação sobre o assunto na França. Em 1953, Bazin ajudou Truffaut a entrar para a Cahiers. E logo com seu primeiro artigo, Une Certaine tendance du cinéma française (Uma certa tendência do cinema francês, em português), um manifesto contra "a tradição da qualidade" do cinema francês, Truffaut causou polêmica no meio cinematográfico, seja para defendê-lo ou criticá-lo.
Além das críticas contundentes de François Truffaut, a Cahiers contava com outros jovens promissores como Claude Chabrol, Eric Rohmer, Jacques Rivette e Jean-Luc Godard.
Ao longo de seis anos na revista, Truffaut publicou 170 artigos, a maioria deles críticas de filmes ou entrevistas com diretores, alguns dos quais se tornariam seus amigos, como Jean Renoir, Max Ophuls e Roberto Rossellini. Mais tarde, também publicou artigos pela revista Arts-Lettres-Spectacles, reduto dos intelectuais de direita da época.
Alvo constante de críticas de publicações de tendência esquerdista, como L'Express e Les Temps modernes, Truffaut manteve sua postura de atacar aquilo que julgava ser um cinema obsoleto, embora tenha sempre feito questão de evitar o engajamento político (mesmo que tivesse militado em algumas ocasiões, como contra a guerra de independência da Argélia).

### ANouvelle Vague
Como crítico, Truffaut desenvolveu seu famoso conceito de Politique des auteurs (teoria autoral, em português), o qual uma obra é considerada uma produção individual, seja ela uma canção, um filme ou um livro. Defendia que a responsabilidade sobre um filme dependia quase que exclusivamente de uma única pessoa, em geral o diretor. Para ele, o grande representante de sua teoria era o diretor britânico Alfred Hitchcock.
A Politique des auteurs foi a base para o surgimento de um movimento que revolucionária o cinema francês, a Nouvelle Vague', criada por jovens cineastas franceses que defendiam a produção tanto autoral quanto intimista e de baixo custo.
Em maio de 1955, Truffaut publicou o conto "Antoine et l'Orpheline" na La Parisienne (onde também era colaborador) e fez sua primeira entrevista com Alfred Hitchcock, em Paris, para a Cahiers.
Truffaut foi assistente de produção de Rossellini em 1956 e, no ano seguinte, fundou sua própria companhia de cinema, a Les films du Carrosse.

### Vida pessoal

François Truffaut e sua principal atriz e ex-noiva Claude Jade na estreia de seu terceiro filme conjunto, Amor em Fuga, 1979

Em 1957, Truffaut casou-se com Madeleine Morgenstern, filha do rico distribuidor Ignace Morgenstern (COCINOR). O casamento com Madaleine garantiu plena independência artística e financeira para os trabalhos do então crítico de cinema. Com ela, o cineasta teve duas filhas: Laura (1959) e Eva (1961).
Durante as gravações de Jules et Jim, o cineasta teve um caso de amor com a atriz francesa Jeanne Moreau, casada na época com o costureiro Pierre Cardin. O casamento de Truffaut já havia sofrido um sério abalo, quando ele teve um curto relacionamento com uma atriz de 17 anos, Maria-France Pisier, protagonista de Antoine et Colette.
Em 1964, Truffaut decidiu romper seu casamento com Madeleine Morgenstern e manteve o romance com Moreau, recém-separada de Cardin.
Nas filmagens de Beijos Proibidos, ele se apaixonou pela atriz francesa Claude Jade e os dois chegaram a ficar noivos, mas romperam pouco depois.
Em 1983, nasceu a terceira filha do cineasta, Joséphine Truffaut, com a nova companheira, a atriz francesa Fanny Ardant.

### A morte

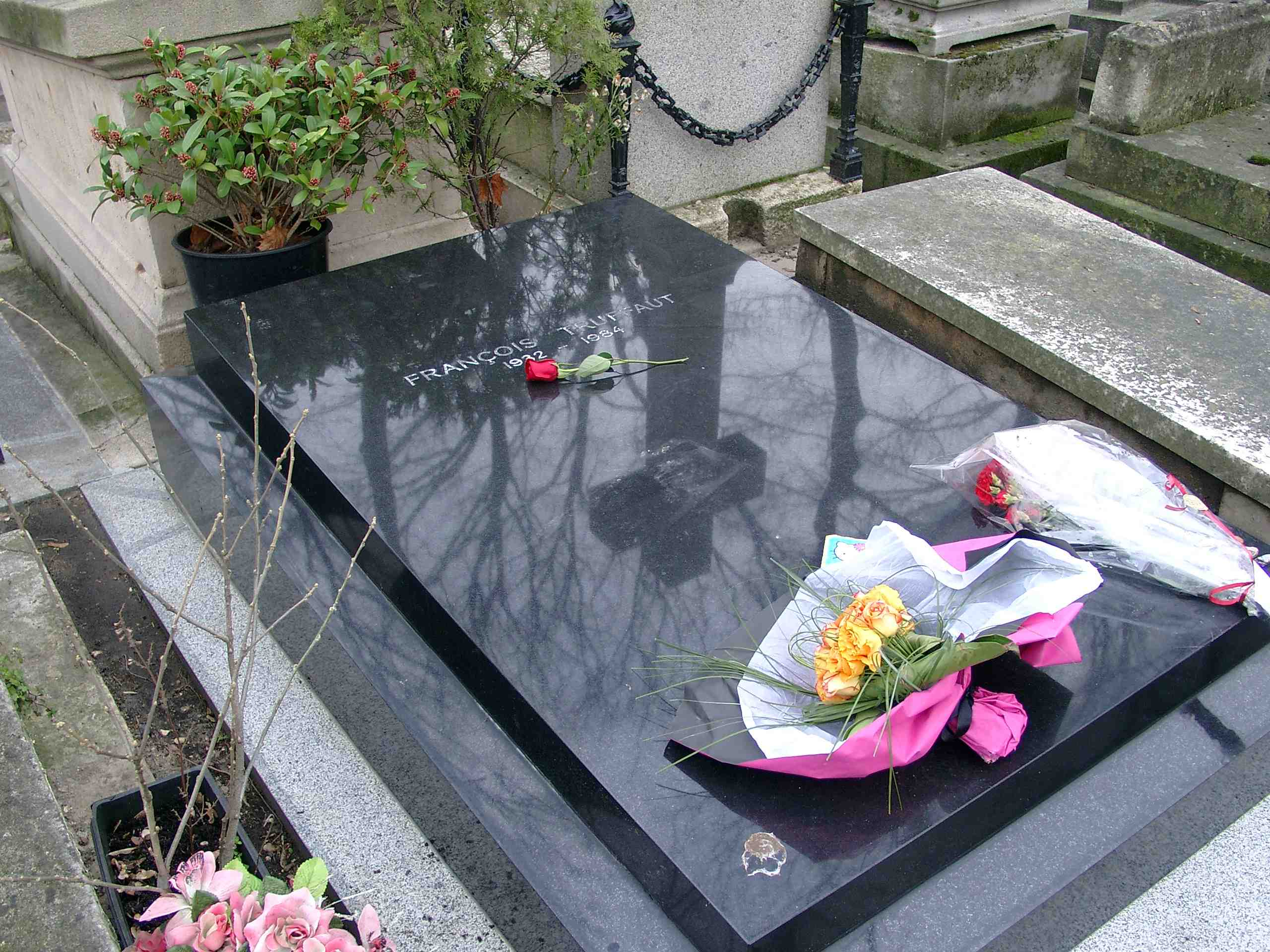
Túmulo de Truffaut

Em 1983, Truffaut queixava-se de intensas dores de cabeça. Descobriu mais tarde que estava com câncer no cérebro.
Cogitava fazer sua autobiografia, com o amigo Claude de Givray, mas os problemas de saúde o impediram de finalizá-la.
Em 21 de outubro de 1984, François Truffaut faleceu, no Hospital Americano de Neuilly-sur-Seine, vítima de um tumor cerebral. Encontra-se sepultado no Cimetière de Montmartre, Ilha de França, Paris na França.

## Carreira cinematográfica
François Truffaut fez seu primeiro filme em 1954, o curta-metragem Uma Visita, filmado em preto-e-branco e 16mm. Naquele mesmo ano, produziu o argumento de Acossado, de Jean Luc-Godard.
Em 1958, Truffaut e Godard dirigiram o curta Une Histoire D'Eau. Com a fundação da Les films du Carrosse, Truffaut produziu outro curta, Les Mistons, também filmado em preto e branco e 16mm, que recebeu boa recepção da crítica especializada e lhe deu o prêmio de Melhor Diretor do Festival du Film Mondial, de Bruxelas.
Com fundos do sogro, em 1958, ele bancou um projeto inspirado em suas experiências da infância e pré-adolescência, o longa-metragem Les 400 coups', que se tornou um sucesso internacional e definitivamente inaugurou a Nouvelle Vague. Para fazer o papel de ator principal do filme foi escolhido um jovem Jean-Pierre Léaud, que aos 14 anos interpretaria Antoine Doine, o alter ego do cineasta. Assim como Bazin tornara-se um tutor para Truffaut, este seria o grande mentor de Leaud nos anos seguintes. Em abril de 1959, o filme venceu o prêmio de melhor diretor do Festival de Cannes, além de ter sido indicado ao Oscar de Melhor Roteiro Original.
Em novembro de 1960, foi lançado Tirez sur le pianiste, segundo longa-metragem do diretor e seu primeiro filme noir, baseado no romance policial "Down There", do norte-americano David Goodis. O filme foi um fracasso de público, o que levou muitos jornalistas a decretarem o fim da Nouvelle Vague.
Mas Truffaut tentou provar o oposto com Jules et Jim, lançado em janeiro de 1962, tendo Jeanne Moreau no papel principal. O filme foi uma adaptação do livro homônimo do francês Henri-Pierre Roché, que conta o triângulo amoroso de três amigos. O filme foi um sucesso de crítica e até é considerado uma das obras-primas da Nouvelle Vague.
Ainda naquele ano, Truffaut lançou o curta Antoine et Colette, uma sequência das aventuras do personagem Antoine Doinel.

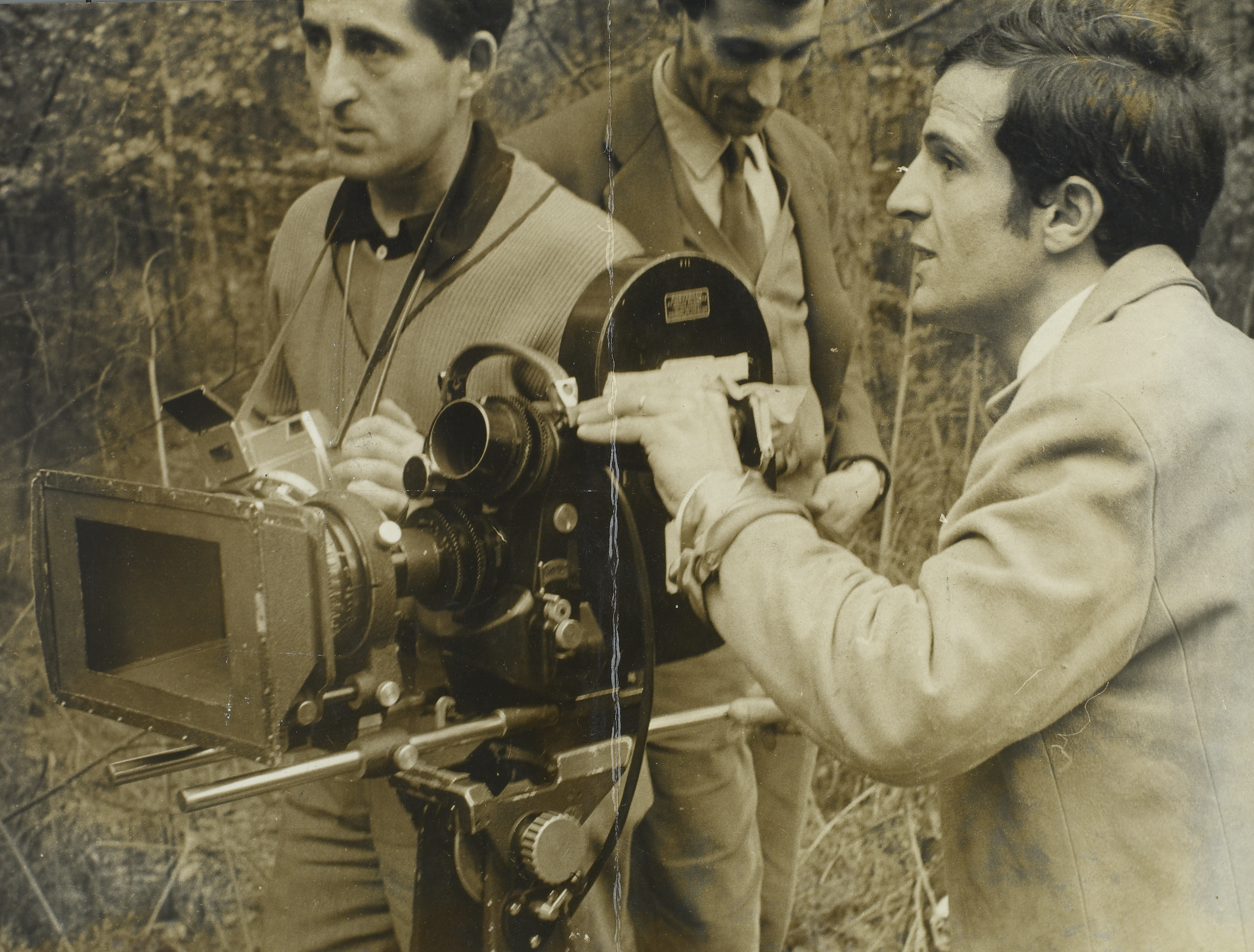
Diretor cinematográfico François Truffaut em 1963.

Em maio de 1964, estreou o quarto longa do cineasta, La peau douce, um drama psicológico sobre a paixão de um renomado conferencista por uma jovem.
Em setembro de 1966, foi lançado Fahrenheit 451, obra sui generis na filmografia do diretor e inspirada na ficção do escritor norte-americano Ray Bradbury. O filme narra a história de uma sociedade totalitária no futuro, onde os livros foram banidos, e recebeu uma indicação do BAFTA e uma do Festival de Veneza. Foi também o primeiro filme colorido do cineasta.
Prestigiado, Truffaut foi cogitado para dirigir Bonnie and Clyde. Fez parte, como tesoureiro, do comitê de defesa da Cinémathèque Française, que tinha como presidente de honra Jean Renoir. O diretor militou ativamente pela instituição, inclusive chegou a panfletar ao lado do filósofo Jean-Paul Sartre.
Em abril de 1968 foi lançado La mariée était en noir, inspirado na obra do escritor norte-americano William Irish e estrelado por Jeanne Moreau. O filme noir conta a história de uma mulher em busca de vingança pelo assassinato do noivo.
Em setembro daquele ano, estreou Baisers volés. Mais uma história envolvendo o alter ego do diretor, Antoine Doinel apaixona-se por Christine (Claude Jade), uma violonista burguesa. O filme foi também um registro feito da cidade de Paris antes dos acontecimentos de maio de 68.
O cineasta adaptação outra obra do escrito William Irish, La siréne du Mississipi, lançado em junho de 1969. Com Jean-Paul Belmondo e Catherine Deneuve, o filme conta a história de um rico empresário do tabaco, da ilha de Reunião, que conhecera uma mulher por correspondência e se casaria com ela, mas ele se envolve em uma louca paixão com uma mulher totalmente diferente daquela com a qual pretendia casar.
No fim dos anos 1960, Truffaut e Godard romperam a longa amizade, iniciada na redação da "Cahiers du Cinéma". A ruptura seria para sempre, embora Godard tentasse uma reconciliação nos anos 1980.
Em fevereiro de 1970, foi lançado L'enfant sauvage, adaptação de Jean Itard. Foi o primeiro filme em que Truffaut atuou em um papel de destaque, ao interpretar o professor Itard, que vivenciou a experiência de encontrar e educar um menino das selvas.
Em setembro daquele ano, foi lançado Domicile Conjugal, que mostra o personagem Antoine Doinel casado com Christine.
Em novembro de 1971, estreou Les deux anglaises et le continent, outra adaptação de Henri-Pierre Roché, sobre um triângulo amoroso entre duas jovens inglesas e um rapaz francês no início do século XX. O filme conta com a participação de Eva, filha de Truffaut.
Em setembro de 1972, foi lançado Une belle fille comme moi, inspirada na obra do escritor norte-americano Henry Farrell, sobre uma socióloga que entrevista na prisão uma mulher acusada de assassinato.
Uma das obras mais famosas de Truffaut, La Nuit Américaine foi lançada em maio de 1973, vencedor do Oscar de Melhor Filme Estrangeiro, em 1974, além de três BAFTAs. Em uma mistura ficção à realidade, o filme é estrelado pela atriz britânica Jacqueline Bisset e narra a história de uma produção cinematográfica cujo diretor é interpretado pelo próprio Truffaut. Depois do sucesso do filme, o cineasta recusou proposta da Warner Brothers para refilmar Casablanca.
Em outubro de 1975, foi lançado L'historie d'Adèle H., com a atriz francesa Isabelle Adjani e inspirado no diário de Adèle Hugo. O filme narra a paixão ensandecida da filha do poeta francês Victor Hugo pelo Capitão Albert Pinson (Bruce Robinson).
Em 1976, foi lançado L'argent de poche, filme sobre o cotidiano de pais, alunos e professores em uma pequena cidade do interior da França.
Em abril do ano seguinte, chegava às salas de cinema francesas L'homme qui aimait les femmes. Em flashback, o filme narra a vida e os casos amorosos de Bertrand Morane, Charles Denne.
Ainda em 1977, o cineasta atuou em Close Encounters of the ThirdKind, do diretor estadunidense Steven Spielberg.
Inspirado em "The altar of the dead", de Henry James, La chambre verte foi lançado em 1978. A obra conta a história de Julien Davenne (interpretado por Truffaut), um jornalista que venera a mulher prematuramente morta.
Em 1979, chegou ao fim a saga de Antoine Doinel, com o lançamento de Amor em fuga. Já tendo passado dos 30 anos e separado de Christine, Doinel tenta ainda encontrar o amor. A trilha sonora, de Georges Delerue, levou o prêmio César.
Em outubro daquele ano, François Truffaut aceitou o cargo de presidente da Federação Internacional dos Cineclubes.
Em 1980, foi lançado Le dernier métro, um dos mais premiados filmes do diretor e que contou com as estrelas do cinema francês Gérard Depardieu e Catherine Deneuve. O filme é narrado durante a França ocupada pelos nazistas, onde um dramaturgo judeu comanda uma peça do porão de seu teatro. Vencedor do César em 10 categorias, recebeu também a indicação ao Oscar de Melhor Filme Estrangeiro.
Em 1981, estreou La femme d'à coté, que narra a o reencontro dos antigos amantes Bernard (Gérard Depardieu) e Mathilde (Fanny Ardant).
Último filme de Truffaut, Vivement Dimanche!, lançado em 1983, é uma adaptação de "The Long Saturday Night", de Charles Williams, e conta a história de uma mulher que ajuda um homem, acusado por assassinato, a encontrar o verdadeiro criminoso. Foi Indicado na categoria de Melhor Diretor em 1983 no César.

## Filmografia
| Ano  | Título original                       | Observações                     |
| 1955 | Une Visite                            |                                 |
| 1957 | Les Mistons                           |                                 |
| 1958 | Une Histoire D'Eau                    | co-dirigido com Jean-Luc Godard |
| 1959 | Les 400 coups                         |                                 |
| 1960 | Tirez sur le pianiste                 |                                 |
| 1962 | Jules et Jim                          |                                 |
| 1962 | Antoine et Colette (L'Amour à 20 ans) |                                 |
| 1964 | La peau douce                         |                                 |
| 1966 | Fahrenheit 451                        |                                 |
| 1968 | La mariée était en noir               |                                 |
| 1968 | Baisers volés                         |                                 |
| 1969 | La sirène du Mississipi               |                                 |
| 1970 | L'enfant sauvage                      |                                 |
| 1970 | Domicile conjugal                     |                                 |
| 1971 | Les Deux Anglaises et le Continent    |                                 |
| 1972 | Une Belle Fille Comme Moi             |                                 |
| 1973 | La nuit américaine                    |                                 |
| 1975 | L'histoire d'Adèle H.                 |                                 |
| 1976 | L'argent de poche                     |                                 |
| 1977 | L'homme qui aimait les femmes         |                                 |
| 1978 | La chambre verte                      |                                 |
| 1979 | L'amour en fuite                      |                                 |
| 1980 | Le dernier métro                      |                                 |
| 1981 | La Femme d'à Coté                     |                                 |
| 1983 | Vivement Dimanche!                    |                                 |

## Prémios e nomeações
- Recebeu uma nomeação ao Óscar de Melhor Director, por "La nuit américaine" (1973). Recebeu ainda outras duas nomeações, na categoria de Melhor Argumento Original, por "Les 400 coups" (1959) e "La nuit américaine" (1973).
- Ganhou o prémio de Melhor Realizador no Festival de Cannes, por "Les 400 coups" (1959).
- Ganhou o César de Melhor Realizador e Melhor Argumento, por "Le dernier métro" (1980). Foi ainda nomeado na categoria de Melhor Realizador em 1983, por "Vivement Dimanche!"
- Ganhou o Prémio OCIC, no Festival de Berlim, por "L'Argent de Poche" (1976).